# 蓝叶峨眉香科科
蓝叶峨眉香科科（学名：Teucrium omeiense var. cyanophyllum）为唇形科香科科属下的一个变种。

## 扩展阅读
- 維基物種上的相關：蓝叶峨眉香科科